# Opsada Beograda 1717.
Opsada Beograda 1717. druga je od ukupno tri opsada tog grada koje su predvodile snage Habsburške Monarhije kako bi ga preuzele od Osmanskog Carstva. Preostale opsade bile su 1688. – 1690. te 1789. – 1791. godine. Habsburške snage predvodio je princ Eugen Savojski.
Nakon opsade, osnovana je kratkotrajna habsburška pokrajina Kraljevina Srbija u okolici Beograda sve dok Turci nisu ponovno osvojili grad 20 godina kasnije.
U svojoj autobiografiji, opsadu grada spominje i Osman-aga Temišvarski, turski prevoditelj, vojnik i pisac, u svojoj.

## Tijek
Iako je potpisan mir u Srijemskim Karlovcima, Osmansko Carstvo nije se mirilo s tim uvjetima pa je izbio Rusko-turski rat te rat s Mlečanima. Na prijetnje Habsburške Monarhije da se to krši potpisanim mirom, Turci su objavili rat. Eugen Savojski je krenuo iz Beča prema jugoistoku, kako bi zauzeo važnu osmansku utvrdu u Beogradu.
Turci su krenuli iz Jedrena prema Beogradu s vojskom od 100.000 vojnika, pod zapovjedništvom vezira Halila. Eugen Savojski je htio zauzeti grad još prije dolaska Turaka, s vojskom od oko 78.000 pješaka te nekoliko destaka tisuća srpskih dobrovoljaca. Dana 16. lipnja 1717. prešao je Dunav preko mosta kod Vinče te opkolio grad. Dolaskom turske vojske, Eugen je odlučio smanjiti intenzitet opsade tvrđave kako bi preusmjerio svoju vojsku protiv Halilove vojske. Dana 16. kolovoza, Turci su izgubili nakon žestokih bitaka te su progonjeni čak do Niša. Dva dana kasnije, predala se i posada beogradske tvrđave.
Nakon pobjede, skolopljen je Požarevački mir. Habsburška Monarhija tim je mirom dobila Temišvarski Banat te istočni Srijem, osvojeni dio današnje Srbije do Ćuprije i Paraćina, pojas južno od rijeke Save u današnjoj BiH, te Olteniju (zapadni dio Vlaške). Mletačkoj Republici priključeno je područje Dalmacije s Imotskim i Vrgorcem.
Svi dobici Požarevačkim mirom južno od Save i Dunava poništeni su Beogradskim mirom 1739. godine.